# Xã Covert, Quận Osborne, Kansas
Xã Covert (tiếng Anh: Covert Township) là một xã thuộc quận Osborne, tiểu bang Kansas, Hoa Kỳ. Năm 2010, dân số của xã này là 8 người.